# Aschova paradigma
Aschova paradigma je naziv za psihološki eksperiment koji je osmislio Solomon Asch, 1950. godine, kako bi ispitao do kojeg stupnja pojedinac odabire vlastito mišljenje pod utjecajem mišljenja većinske skupine.

## Pokusi
Osnovni eksperiment podrazumijeva da se ispitaniku prikaže standardna linija i tri linije za usporedbu. Ispitanik ima zadatak prosudbe koja je linija za usporedbu najbliža duljini standardne linije. 
Ispitanik je postavljen u prostoriju sa sedam drugih ljudi koji su bili Aschovi suradnici, a da ispitanik to nije znao. Ispitanik je uvijek sjedio na kraju reda tako da je morao slušati prosudbe svih prije nego što bi dao svoju. Svakoj osobi u grupi pokazano je 18 parova karata. Kontrolna skupina provela je 18 samostalnih prosudbi. Ispitanici u kontrolnoj skupini dali su 95% točnih prosudbi, dok su ispitanici koji su bili u grupi suradnika s netočnom prosudbom, dali 80% netočnih odgovora. Znači da su se velikom većinom složili s netočnim odgovorom iako su mislili suprotno. Kad ih se upitalo zašto su to napravili odgovor je najčešće bio da nisu htjeli stvarati nesklad i sukob.
Daljnji eksperimenti su pokazali da konformizam ovisi i o broju ljudi u grupi. Učinak jedne osobe je vrlo malen (oko 5%), kad je u grupi s nama još dvoje ljudi konformizam se povećava na 15%, zatim na 30% s troje i 35% s četvero ljudi. Konformizam također ovisi i o dvosmislenosti zadatka. Asch je varirao duljinu razlike između linija za usporedbu. Što je razlika u duljini bila veća to se konformizam smanjivao. Općenito, što je zadatak teži i dvosmisleniji, ljudi se više konformiraju.
Drugi razlozi koji utječu na konformizam su:
- privlačnost grupe za pojedinca - što je grupa privlačnija, skloniji smo se konformirati prema grupnim normama
- referenične grupe - su vrlo snažan izvor društvenog utjecaja jer su to grupe koje volimo i s kojima se uspoređujemo
- samopoštovanje - ispitanici s visokim samopoštovanjem konformirali su se manje od onih s niskim samopoštovanjem
- nagrada - konformizam je bio najveći kad su za slaganje s netočnim odgovorima ispitanici bili nagrađivani. Još je veći konformizam bio kad su ispitanici bili nagrađivani svaki put kad bi se složili s većinom, a ne kad su nagrađivani svaki drugi put.